# Constantin Mușat
Constantin Mușat (n. 10 septembrie 1890, satul Domnești, astăzi în comuna Clinceni, județul Ilfov – d. 13 august 1917, zona Oituz) a fost un militar român, erou de război din timpul Primului Război Mondial, căzut pe câmpul de luptă în A Treia Bătălie de la Oituz.
Mușat provenea dintr-o familie de țărani agricultori din județul Călărași. În adolescență a plecat la București, unde s-a calificat în profesia de croitor, pe care avea să o practice în satul natal până la încorporarea în armată.
A efectuat serviciul militar activ în cadrul unei subunități din Constanța a Regimentului 1 Grăniceri, în perioada 1912-1914. După lăsarea la vatră a fost concentrat în cadrul aceleiași unități, care avea să fie dislocată în anul 1915 la Sinaia, ca unitate de gardă regală.
A participat la acțiunile militare din Primul Război Mondial în campaniile anilor 1916 și 1917, fiind încadrat în funcția de comandant de grupă în Compania 2 din cadrul Batalionului I al Regimentului 2 Grăniceri. A luat parte cu unitatea din care făcea parte la  Ofensiva din Transilvania și Bătălia de pe Valea Oltului, în care a suferit o serie de răni ușoare. În cursul luptelor din zona Râpa Roșie din timpul Bătăliei de la Râmnicu Sărat a fost rănit grav, fiindu-i ulterior amputat antebrațul stâng.
La sfârșitul convalescenței a refuzat să fie clasat medical, cerând să i se aprobe reîntoarcerea pe front, fapt pentru care avea să fie citat prin ordin de zi pe armată de către regele Ferdinand. Reîntors la unitatea sa, a participat la acțiunile militare ca aruncător de grenade, căzând la datorie la 31 iulie/13 august 1917, în luptele de pe Dealul Chioșurile - Cașin.
Conform regelui Ferdinand, Mușat a dat o pildă frumoasă camarazilor săi. A fost una dintre jertfele luptei duse pentru unitatea națională și a rămas în memoria colectivă a românilor, fiind de asemenea unul dintre prototipurile  eroilor de război tipici. Este printre figurile ale căror fapte au fost eternizate în bronz și piatră, sau consemnate în tratate de istorie sau opere literare. Alte figuri similare lui însă – la fel de reale, nu au beneficiat de un asemenea statut.

## Biografia
Constantin Mușat s-a născut la data de 10 septembrie 1890 în satul Domnești, astăzi în comuna Clinceni din județul Ilfov (fostă tot în județul interbelic Ilfov).:p. 432 Părinții săi au fost Ivan și Chira Mușat,  țărani agricultori. Ulterior familia s-a mutat în satul Smârdan din fostul județ interbelic Ialomița:p. 367 (actual inclus în comuna Ciocănești din județul Călărași). A absolvit cursurile ciclului primar la școala elementară din satul Bogata (comuna Rasa), în anul 1903  (aflată în județul interbelic Ialomița).
După moartea tatălui său, familia s-a mutat în satul Floroaica din județul Călărași:p. 113 (aflat în județul interbelic Ialomița sub vechiul nume de Ciocănești-Mihai Vodă:p. 211). Constantin Mușat a plecat la București, unde a învățat meseria de croitor, revenind în Floroaica în 1910 unde a început să practice profesia de croitor.:p. 113

## Cariera militară

### Serviciul militar

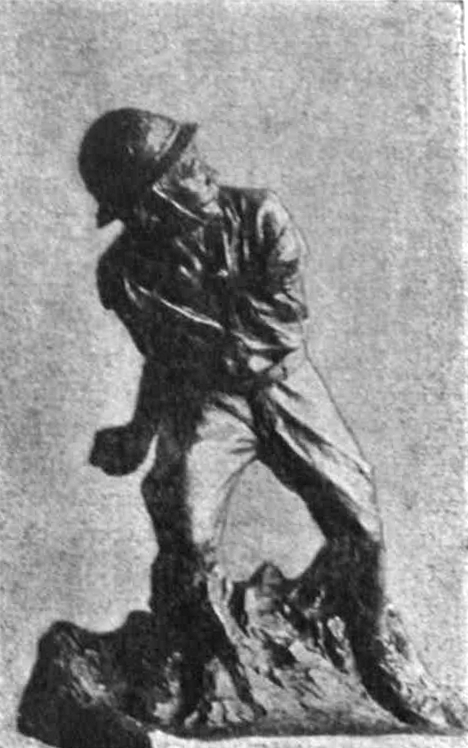
Statueta realizată de sculptorul Ion Dimitriu-Bârlad

În 1912, Constantin Mușat a început efectuarea serviciului militar, mai întâi la Regimentul Matei Basarab No. 35 din Cernavodă, de unde a fost mutat ulterior la Compania 11 din Regimentul 1 Grăniceri, dislocată la Constanța.:p. 223 În timpul celui de-Al Doilea Război Balcanic din 1913, Compania 11 a făcut parte din „Detașamentul Mangalia” comandat de căpitanul Dumitru Ștefănescu, care avea misiunea de a asigura paza frontierei de sud a Dobrogei.:p. 118
La terminarea serviciului militar obligatoriu, la 1 noiembrie 1914, a fost concentrat în cadrul aceleiași unități, ca urmare a izbucnirii Primului Război Mondial. La 1 aprilie 1915 s-a înființat Regimentul 2 Grăniceri, prin împărțirea în două unități distincte a fostului Regiment 1 Grăniceri. Compania 11 din Constanța – din care făcea parte soldatul Constantin Mușat – a fost redenumită Compania 9 și a fost inclusă în organica Batalionului I Grăniceri din nou creatul Regiment 2 Grăniceri, păstrându-și vechea garnizoană de dislocare.:pp. 175-179 Începând cu a doua jumătate a anului 1915, Batalionul I/Regimentul 2 Grăniceri a fost dislocat la Sinaia, pentru asigurarea serviciului de gardă la Castelul Peleș. În același timp batalionul a constituit rezerva Grupului de acoperire „Predeal”.:p. 180

### Participarea la acțiuni militare în Primul Război Mondial
În Spitalul Veniamin no. 273/103 din Iași, Comisiunea Militară de Reformă a fost de părere că soldatul Mușat Constantin din Regimentul 2 Grăniceri să fie reformat din cauză că i se amputase brațul stâng, ca consecință a unei plăgi provenită prin împușcare pe câmpul de luptă.
Cu multă bărbăție și însuflețit de cele mai frumoase sentimente de dragoste de Țară, numitul soldat a stăruit să nu fie reformat și să fie trimis pe front, ca aruncător de bombe, având mâna dreaptă în bună stare.
Cinste lui, pentru pilda frumoasă ce dă camarazilor lui de arme.
Dat la Marele Cartier General, azi 12 februarie 1917
La izbucnirea războiului, soldatul Constantin Mușat făcea parte din Compania 2 a Batalionului I din Regimentul 2 Grăniceri, comandată de căpitanul Ștefan Georgescu. În seara zilei de 14/27 august 1916 Batalionul I Grăniceri a primit ordin de a se deplasa la Predeal, unde a intrat în compunerea Grupului de acoperire „Predeal”. Batalionul a ocupat centrul dispozitivului de luptă al grupului, având la stânga un batalion din Regimentul 20 Infanterie, iar la dreapta Regimentul 6 Vânători.:p. 49
„La decretarea mobilizării, prima patrulă care a trecut frontiera a fost din grăniceri; iar primul soldat, care a pus piciorul pe pământul sfânt al Transilvaniei, a fost soldatul Mușat.”:p. 113
În perioada 15/28–17/30 august 1916, batalionul a participat la lupte în localitățile Turcheș, Cernatu și Dârste. La 17/30 august unitatea a intrat în Brașov, unde a rămas cu misiuni de păstrare a ordinii publice până la 25 august/7 septembrie 1916, când a fost redislocată la București.:p. 49
În perioada 25 august/7 septembrie-13/20 septembrie 1916 Regimentul 2 Grăniceri s-a aflat în refacere la București. În perioada 13/20 septembrie– 26 septembrie/8 octombrie1916, batalionul din care făcea parte soldatul Constantin Mușat a participat la Bătălia de pe Valea Oltului, în zona localității Câineni (județul Vâlcea), sub comanda generalului David Praporgescu. În seara zilei de 26 septembrie/8 octombrie1916 Batalionul I Grăniceri a fost îmbarcat la gara Cornet și transportat la Mărășești, de unde s-a deplasat prin marș la Soveja, unde s-a alăturat celorlalte subunități din Regimentul 2 Grăniceri care fuseseră dislocate acolo de la București. Regimentul 2 Grăniceri a intrat în compunerea Brigăzii 7 Mixte, comandată de colonelul Alexandru D. Sturdza.:pp. 55-56
Pe timpul participării la acțiunile militare din perioada august–decembrie 1916 soldatul Mușat a a suferit o serie de răni ușoare, care nu au necesitat evacuarea de pe front.:p. 115 La 16/29 decembrie 1916 trupele române au executat un contraatac în zona Tiua Neagră-Tiua Golașă-Râpa Roșie. În cursul luptelor din zona Râpa Roșie,  soldatul Constantin Mușat a fost rănit la antebrațul stâng, fiind evacuat la Spitalul Militar din Iași, unde brațul i-a fost amputat.:p. 223 mai sus de cot.:p. 275
„... o mitralieră inamică așezată pe flanc și care trăgea pe deasupra trupelor germane, ce se retrăgeau în debandadă a lovit în plin pe soldatul Mușat, care se găsea în fruntea plotonului său, retezându-i brațul stâng.”:p. 114
Deși fusese clasat inapt medical cu invaliditate permanentă de către comisia medicală militară, Constantin Mușat a refuzat să fie demobilizat și a cerut să fie retrimis la unitate.:p. 223
Pentru fapta sa, avea să fie avansat la gradul de caporal și citat prin Înaltul Ordin de Zi pe Armată nr. 32 din 17 februarie 1917.:p. 187 În perioada aprilie-iulie 1917, el s-a instruit în cadrul Batalionului III/Regimentul 2 Grăniceri, specializându-se în aruncarea grenadelor, reușind printr-un antrenament intens să-și dezvolte abilități foarte bune de aruncător al acestora. Cu o mână, el ajunsese să arunce la 50 metri grenadele pe care le scotea dintr-un sac, făcut special, cu o iuțeală uimitoare.:p. 114
La 31 iulie/13 august 1917, în timpul celei de-A Treia Bătălii de la Oituz, caporalul Constantin Mușat a căzut pe câmpul de luptă, în luptele din zona Dealului Chioșurile - Cașin:p. 228 A fost înmormântat în cimitirul eroilor din Bogdănești (județul Bacău).:p. 228 Conform relatărilor camarazilor de arme, ultimele sale cuvinte ar fi fost îndemnul adresat ajutoarelor sale „Grenade, băieți! Grenade Băieți!”, care aveau să fie ulterior gravate pe monumentele ridicate în cinstea sa.:p. 114
„Caporalul Mușat căzuse străpuns de un glonț dum-dum și fusese găsit cu jumătate de corp deasupra tranșeei, cu mâna întinsă spre dușman, așa cum își aruncase ultima grenadă.”:p. 115
Pentru faptele sale de arme a fost avansat post-mortem, la gradul de sergent.:p. 624:p. 618

## Cinstirea memoriei

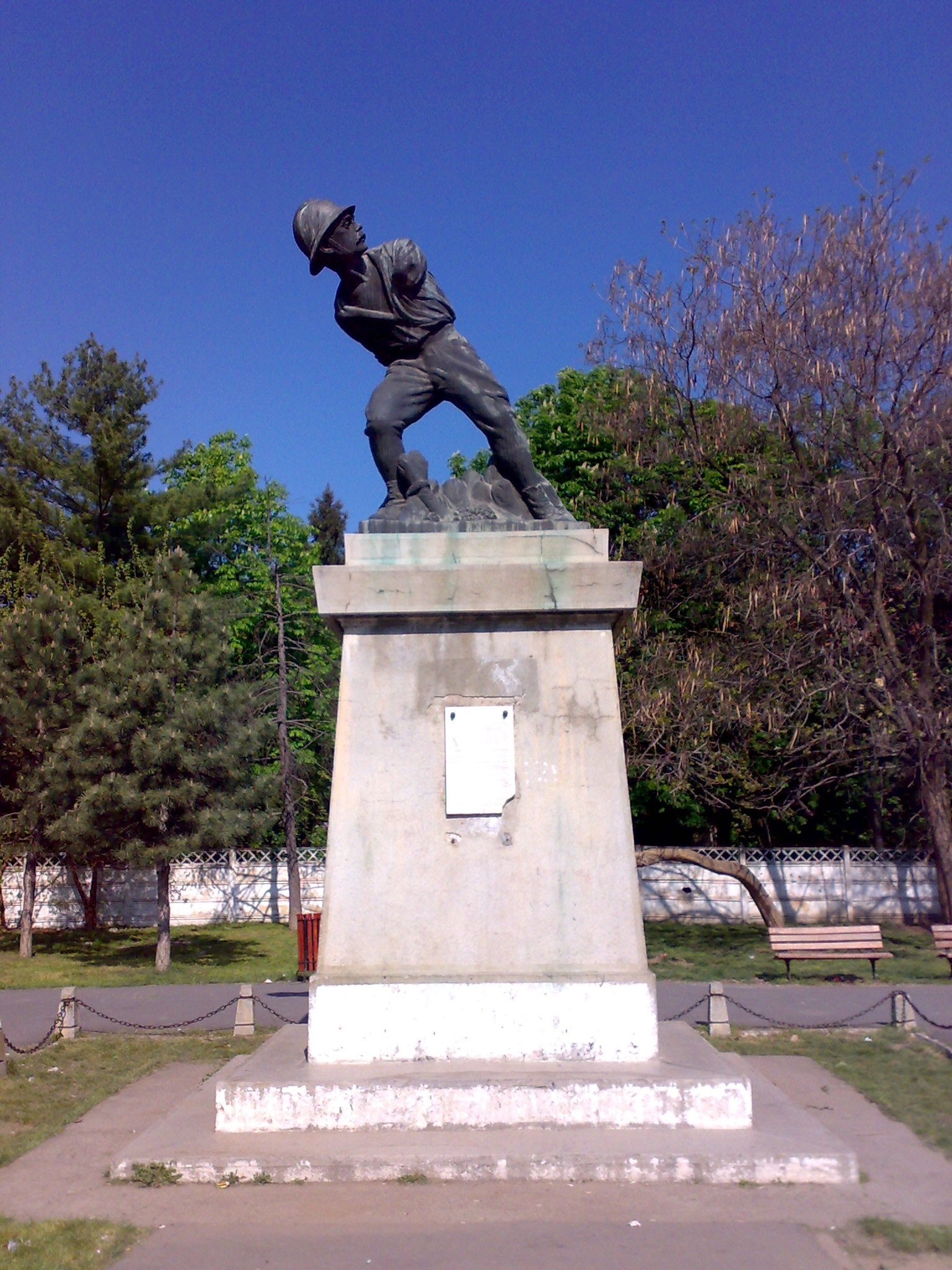
Statuia din Brăila

Statuia din Bârlad

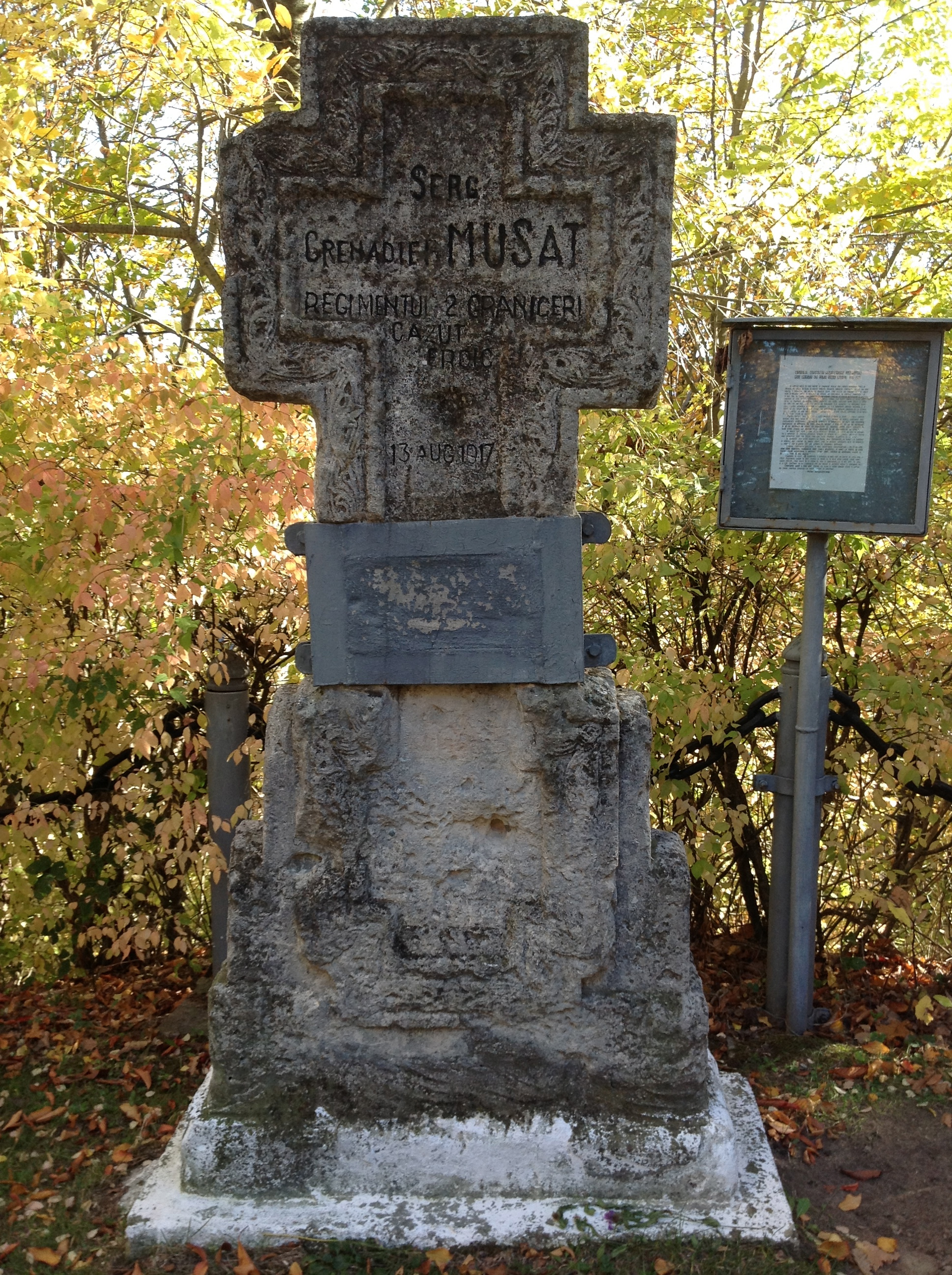
Crucea comemorativă, situată acum pe Măgura Ocnei.

În 1923, prin contribuția militarilor din Regimentul 2 Grăniceri a fost ridicată o cruce de piatră:p. 15 pe locul unde Constantin Mușat a căzut la datorie. Crucea a fost mutată în 1977 lângă Monumentul Eroilor de pe dealul Măgura, închinat celor 14.000 de ostași morți în timpul luptelor de la Oituz. Pe amplasamentul vechii cruci a fost ridicat ulterior – cu sprijinul locuitorilor din zonă - un alt monument.
În 1919 sculptorul Ion Dimitriu-Bârlad a realizat o statuetă intitulată „Ultima grenadă”, în care Constantin Mușat a fost reprezentat în plin efort, în timp ce arunca o grenadă. Lucrarea a fost recomandată de Ministerul de Război autorităților militare pentru a fi reprodusă în metal. Au fost astfel ridicate din bronz:p. 278 trei astfel de statui, la Bârlad, Brăila și Bușteni, de o mare expresivitate artistică.:p. 278
În perioada interbelică, o statuia a caporalului Mușat s-a aflat în sectorul dedicat bătăliilor de la Mărășești și Mărăști din vechea clădire a Muzelui Militar din București.:p. 332
Monumentul „Ultima grenadă” – Bușteni
Este situat în zona centrală a orașului Bușteni, între Biserica Domnească și stația CFR. Monumentul a fost ridicat prin grija patronului fabricii de hârtie din oraș, Otto Schiel. La ceremonia de inaugurare din data de 9 septembrie 1928 a participat și Regina Maria. Acesta este inclus pe Lista monumentelor istorice din județul Prahova cu cod LMI PH-III-m-A-16871.
Monumentul „Ultima grenadă a caporalului Mușat” – Bârlad
Statuia caporalului Constantin Mușat este amplasată în curtea UM 1458 în fața clădirii administrative a unității (pe vremuri sediu al Regimentului 12 Infanterie „Cantemir”).:p. 278 Monumentul a fost ridicat în anul 1927, este turnat în bronz și are o înălțime de 2,10 metri, fiind așezat pe un soclu din beton armat înalt de trei metri. Pe o placă de marmură este înscris textul Caporalul Constantin Mușat, 1890-1917, căzut eroic la datorie, apărând cu prețul vieții sale pământul scump al patriei. În ziua de 14 august 1917, pe frontul de pe Valea Oituzului, prin răpăitul asurzitor al armelor se auzea, mereu, ca o îmbărbătare, glasul caporalului grenadier Mușat: Grenade, băieți, dați grenade ! Inaugurarea monumentului s-a făcut pe 9 mai 1929.:p. 278 Acesta este inclus pe Lista monumentelor istorice din județul Vaslui cu cod LMI VS-IV-m-B-06909.
Statuia „Caporal Erou Constantin Mușat” – Brăila
Statuia este amplasată pe Calea Călărașilor, în fața fostei cazărmi a Regimentului 38 Infanterie „Neagoe Basarab” din municipiul Brăila. Statuia a fost gata în anul 1927, dar a fost dezvelită de abia în anul 1931.:p. 21 Acesta este inclusă pe Lista monumentelor istorice din județul Brăila cu cod LMI BR-III-m-B-02139.
Bustul din Floroaica – Călărași
Un alt monument al eroului este ridicat în satul Floroaica din județul Călărași (un bust de bronz dezvelit în anu 1995,:p. 3 – operă a sculptorului Florin Mustea de la Studioul de Arte Plastice al Armatei, postat pe un soclu de beton mozaicat:p. 23). Suplimentar, în ședința din 27 martie 1942, Consiliul local al orașului Călărași a prevăzut ridicarea unui mausoleu pentru înhumarea lui Constantin Mușat, proiect rămas nefinalizat.
Străzi și edificii
În onoarea lui Mușat au fost numite:
- în Nicorești, Bacău o școală gimnazială[31] și în Rușețu, Buzău un grup școlar.[32]
- în Brăila o stradă și o piață – ambele în cartierul Viziru[33] și câte o stradă în Timișoara în cartierul Cetate,[34] în Târgu Ocna,[35] Oradea[36] și în București.[37] În municipiul Bacău după Revoluția din 1989, fosta stradă „Stejarului” a fost redenumită de asemena „Constantin Mușat”.[38]

## Percepția subiectului
Conform Înaltului Ordin de Zi pe Armată nr. 32 din 17 februarie 1917 semnat de către regele Ferdinand, Mușat a dat o pildă frumoasă camarazilor săi de arme.:p. 187. A fost una dintre jertfele luptei duse pentru unitatea națională:p. 49 și a rămas în memoria colectivă. În perioada interbelică a făcut parte dintre cele câteva figuri glorificate public și menționate întotdeauna în descrierile făcute expozițiilor Muzeul Militar din București,:p. 378  într-o perioadă în care – construirea de monumente publice:p. 380 dedicate eroilor individuali,:p. 378-379 a avut mai puțin în vedere pe ofițeri și fost exponentă a unui proces de democratizare a conceptului de eroism.:p. 380
Cu un rang modest în armată și protagonist al unei povești eroice de război, s-a aflat, alături de Ecaterina Teodoroiu și Maria Zaharia, printre figurile care au devenit prototipuri ale eroilor de război tipici, figuri oferite prin edificarea trecutului, ca model de autosacrificiu și patriotism:p. 177 Edificat drept figură simbolică, în perioada României comuniste imaginea sa a servit operațiunii de reamintire „corectă” a Primului Război Mondial și a reprezentării sale viitoare. În aceeași perioadă, într-un cadru naționalist și având caracterul unui erou din popor, a fost considerat de asemenea „corect” din punct de vedere al „originii sănătoase” (aparținând clasei proletariatului), precum și – într-o manieră evidentă, din punct de vedere etnic românesc.:p. 179
Constantin Mușat este printre figurile ale căror fapte au fost eternizate în bronz și piatră, ori consemnate în tratate de istorie sau în opere literare. Despre figuri similare acestuia – cum a fost soldatul Cristea Nicolae din Regimentul 9 Vânători (rămas în luptă fără brațul stâng și care a cerut comisiei medicale care-l propusese spre reformă să lupte în continuare, iar cererea i-a fost admisă), ori despre soldatul Danciu Dumitru din Regimentul Gorj No. 18 se știu mai puține lucruri.:p. 322

## Incertitudini, neclarități
În literatură, o cauză alternativă de deces este precizată ca fiind explozia unui proiectil:p. 275:p. 201 în timpul unei canonade de artilerie.:p. 275